# 格里戈里·沙因
格里戈里·阿布拉莫维奇·沙因（俄语：Григорий Абрамович Шайн；1892年4月19日—1956年8月4日），是一位苏联及俄罗斯天文学家。
他是俄罗斯天文学家佩拉格娅·沙因的丈夫。

## 工作
他主要的研究范畴为天体光谱学和气态星云物理学。他与奥托·斯特鲁维一起，研究了快速旋转的年青光谱型恒星并测量了它们的视向速度。他发现了新的气态星云和恒星大气中异常丰富的碳13。
1939年他当选为苏联科学院院士，并且也是国外各社团，如英国皇家天文学会会员。1945年到1952年任克里米亚天文台台长。
他发现过数颗小行星，他还共同发现了非周期彗星“C/1925 F1”(沙因-索拉彗星)，也被称为“1925 VI”彗星或“1925a”彗星，而周期性彗星沙因-沙爾達克彗星是他与妻子共同发现的。

## 榮譽

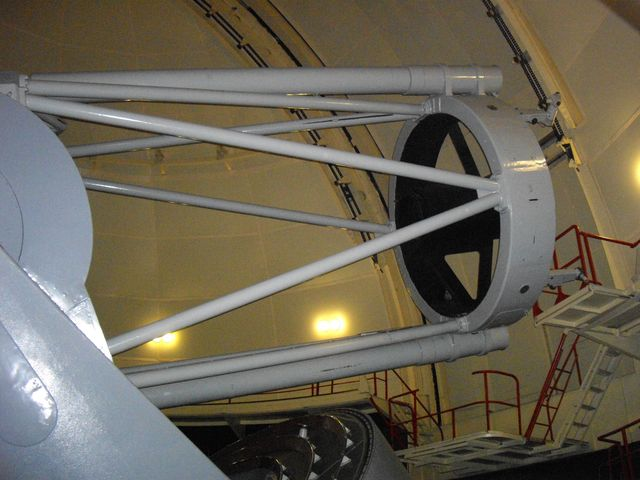
以“沙因”命名的大型光学天文望远镜

月球上的“沙因环形山”就是以他的名字命名。
| 1057 旺达   | 1925年8月16日 |
| 1058 格拉布 | 1925年6月22日 |
| 1709 乌克兰 | 1925年8月16日 |

## 参引
1. ↑  有关格里戈里·阿布拉莫维奇·沙因的事实. TrueKnowledge.com. 访问日期:2012年3月12日.
2. ↑  "讣告: 格里戈里·阿布拉莫维奇·沙因 （页面存档备份，存于）." 英国皇家天文学会月刊 117 (1987): 248-49. Print.
3. ↑  陨石坑: "S" （页面存档备份，存于）. 卢娜出版社. 访问日期：2012年3月12日.

- 古尔施泰因, 亚历山德罗.A. . : 1046. 2007. ISBN 978-0-387-31022-0.

## 延伸阅读
- 什克洛夫斯基, 约瑟夫. . 翻译及改编：玛丽·弗莱明和哈罗德·齐林 1st. 纽约: W.W. Norton. 1991. ISBN 0393029905.
- 斯特鲁维, 奥托. . Sky & Telescope. 1958, 17 (6): 272–274.